# Eleanora Moore
Eleanora Moore, född okänt år, död 1869, var en brittisk skådespelare. 
Hon var verksam i landsorten innan hon debuterade i London på St. James's Theatre 1859. Bland hennes roller fanns Winifred i Leicester Buckingham's ‘Cupid's Ladder,’ Margaret Lovell i Tom Taylors ‘Up at the Hills’, Venus i Mr. Burnands ‘Venus and Adonis’ och Ada Ingot i T. W. Robertson's ‘David Garrick’. Hon blev dock aldrig permanent engagerad på St. James's Theatre. Det var i stället på Haymarket hon fick framgång, och hon tillhörde fram till sin död en av de mest populära artisterna där. 